# زیمونه توماشینسکی
زیمونه توماشینسکی (آلمانی: Simone Thomaschinski؛ زادهٔ ۴ آوریل ۱۹۷۰) بازیکن هاکی روی چمن اهل آلمان است.
وی در مسابقات کشوری و بین‌المللی در مجموع برندهٔ ۱ مدال نقره، ۲ مدال برنز شده‌است.